# (2290) Helffrich
(2290) Helffrich es un asteroide perteneciente al cinturón de asteroides, descubierto el 14 de febrero de 1932 por Karl Wilhelm Reinmuth desde el Observatorio de Heidelberg-Königstuhl, Alemania.

## Designación y nombre
Designado provisionalmente como 1932 CD1. Fue nombrado Helffrich en honor al astrónomo alemán Joseph Helffrich.